# Capitan Fracassa (miniserie televisiva)
Il Capitan Fracassa è uno sceneggiato televisivo, prodotto dalla Rai nel 1958, per la regia di Anton Giulio Majano. Si tratta della riduzione televisiva dell'opera omonima di Théophile Gautier.

## Trama
Si inizia con un castello in rovina, dove abita l'ultimo barone di Sigognac. In una notte tempestosa una compagnia di attori chiede rifugio al castello. Il barone di Sigognac decide di seguirli fino a Parigi sotto il nome d'arte di Capitan Fracassa. Tra gli attori, il ruolo dell'ingenua è rivestito dalla bella e dolce Isabella, di cui il barone si innamora, ricambiato. Anche il duca di Vallombrosa si invaghisce di Isabella e tenta persino di rapirla. Il duca e il barone si sfidano a duello per l'amore dell'attrice. Alla fine dello sceneggiato si scopre chi è il vero padre di Isabella e si scopre che il duca di Vallombrosa è suo cugino.